# Der schwedische Reiter
Der schwedische Reiter ist ein Roman von Leo Perutz, der 1936 veröffentlicht wurde. Er handelt von einer Verwechslungsgeschichte, angesiedelt im Schlesien zu Beginn des 18. Jahrhunderts.
Der Vorbericht des Buches erwähnt auf wenigen Seiten das Leben einer Maria Christine von Blohme, die einen Vater hatte, den sie nur „den schwedischen Reiter“ nennt. Er fiel, als sie noch ein Kind war, offiziell als hochdekorierter Soldat im Heer des Schwedenkönigs Karl XII. 1709 in der Schlacht bei Poltawa. Tatsächlich aber hatte er sie, aus für sie unbekannten Gründen, in den letzten Monaten seines Lebens immer nachts heimlich besucht. Warum das so war, und wie die Dinge zusammenhingen, blieben ihr aber auf immer verborgen. Der Vorbericht endet mit den Worten: „Die Geschichte des ‚schwedischen Reiters‘ soll nun erzählt werden. Es ist die Geschichte zweier Männer.“
In den folgenden vier Kapiteln „Der Dieb“, „Der Gottesräuber“, „Der schwedische Reiter“, „Der Namenlose“, wird das Leben dieser beiden Männer dargestellt – das eine sehr ausführlich, das andere knapp umrissen.
Leo Perutz’ Roman spielt in der Zeit des ausgehenden Barock. Die Welt zeigt noch die Narben des Dreißigjährigen Krieges, die Sitten sind rau. Die Sprache passt sich dieser Zeit an, ist gespickt von saloppen Wendungen, alten Worten und französischen Einsprengseln. Sie eröffnen ein Panorama, auf dessen Hintergrund sich die Figuren entwickeln. Neben den realen Personen behalten Zaubersprüche ihre Gültigkeit, ein toter Müller tritt auf als Mittler zwischen Himmel und Hölle, und in der Mitte des Buches hat der Protagonist die Vision eines himmlischen Gerichts.

## Inhalt

### Erster Teil: Der Dieb
Im Winter des Jahres 1701 begegnen sich ein Dieb und ein schwedischer Aristokrat, als sie per Zufall in derselben Scheune übernachten. Sie schließen Freundschaft und wollen ihren Weg durchs Land gemeinsam fortsetzen.
Der Dieb, der unter seinesgleichen als der Hahnenschnapper bekannt ist (seinen wirklichen Namen erfährt der Leser nie), stammt aus Pommern und war bei einem schwedischen Gutsherrn als Knecht angestellt, ehe er zum Gesetzlosen geworden ist.
Im Land herrscht nach dem Dreißigjährigen Krieg noch immer Not und Elend. Gesetzlose werden von Dragonern gnadenlos zur Strecke gebracht. Der Dieb will in einem Bistum Zuflucht suchen und durch die Arbeit in den dortigen Schmelzöfen und Steinbrüchen vor der Lynchjustiz sicher zu sein.
Er hat dort bereits früher gearbeitet und kennt daher das harte Tagewerk, das man unter der Aufsicht eines Bischofs ausübt, der wegen seiner Strenge und Herzlosigkeit im Land nur als „des Teufels Ambassador“ bekannt ist. Der Dieb fürchtet jedoch um sein Leben, das durch die durchs Land streifenden Dragoner bedroht ist, und sieht in dieser „Vorhölle“ seine einzige Überlebenschance, da er dort mit Speis und Trank versorgt würde.
Bei dem Schweden handelt es sich um Christian von Tornefeld. Er ist aus der Armee desertiert, da er nicht mehr „fremden Herren“ dienen möchte. Er entstammt einem alten Offiziersgeschlecht, fühlt sich im Herzen als Schwede (sein Vater war Schwede und hat beim Sturm auf Saverne einen Arm verloren) und möchte sich nun den Truppen des von ihm hochverehrten Schwedenkönigs Karl XII. anschließen, da er darin seine Berufung sieht:
„[…] wir schwedischen Edelleut, wir sind für den Krieg geboren, wir taugen nicht dazu, einem Bauern Korn zu fahren und den Stall zu fegen […] Die Tornefelds sind allezeit Soldaten gewesen, warum sollt’ ich hinter dem Ofen liegen. Mein Großvater, der Obrist, hat bei Lützen das blaue Regiment kommandiert, ist neben seinem König gestanden, dem Gustav Adolf, und hat ihn mit seinem Leib gedeckt, als er vom Pferd fiel. Und mein Vater ist in elf Schlachten und Gefechten gestanden […]“.
Trotz seiner arroganten Reden ist Christian im Gegensatz zum Dieb jedoch feige und erträgt die Strapazen der Flucht nur schwer. Als er schon den Mut verliert und im Schnee liegenbleiben will, ist es der Dieb, der ihn zum Weitergehen zwingt, obwohl Christian mit seinem Verhalten nicht nur sein eigenes, sondern auch das Leben des Diebs gefährdet.
Die beiden gelangen zu einer Mühle, von der es heißt, dass sie alle paar Jahre von dem Geist ihres Müllers aufgesucht wird. Dieser soll sich vor zehn Jahren erhängt haben, weil der Vogt des Bischofs seinen gesamten Besitz gepfändet hat. Jedes Jahr, wenn er aus seinem Grab aufsteht, setze er die Mühle in Gang, um seine Schuld beim Bischof zu begleichen. Der Dieb merkt, dass das Mühlrad läuft und Rauch aus dem Schornstein steigt.
Er glaubt jedoch nicht an die ihm bekannte Spukgeschichte, sondern vermutet, dass die Mühle einen neuen Besitzer hat. Tatsächlich finden die beiden Männer im Inneren einen gedeckten Tisch vor.
Ausgehungert machen die beiden sich über das Essen und Trinken her.
Christian fasst so gestärkt neuen Mut und schwingt großspurige Reden über die schillernde Zukunft, die ihm seiner Ansicht nach aufgrund des Besitzes eines Arcanum, in der schwedischen Armee Karls XII. bevorsteht.
Der Dieb beginnt den jungen Mann wegen seiner Zukunftsperspektive zu beneiden, verachtet ihn aber insgeheim für die Schwäche, die er noch draußen in der kalten Winternacht gezeigt hat. Er beginnt das Verlangen zu verspüren, das geheimnisvolle Arcanum einmal zu Gesicht bekommen.
Doch seine Sticheleien, die auf die Schweden und Karl XII. abzielen, bringen Christian nur dazu, den Dieb mit einem Bierkrug anzugreifen. Der Dieb zückt das Brotmesser und droht Christian zu erstechen, sollte dieser ihm nicht das Arcanum zeigen.
In dieser brenzligen Situation bemerken die beiden Männer plötzlich die Anwesenheit einer dritten Person in der Mühle: Ein Mann mit lederner, gelber und runzliger Haut, schiefem Mund und Augen wie „hohle Nußschalen“ sitzt auf der Bank und beobachtet sie. Er trägt ein rotes Wams und einen breiten Fuhrmannshut mit Federn sowie grobe Reitstiefel.
Obwohl Christian, anders als der Dieb, die Sage von dem Müller nicht kennt, erschrickt auch er über die unheimliche Erscheinung, beginnt aber doch mit dem Alten zu sprechen.
Der Dieb ist sich unterdessen ganz sicher, den Geist des toten Müllers vor sich zu haben, und versucht ein paar Schutzsprüche, um sich vor dem Gespenst zu schützen. Da diese nicht wirken, starrt der Dieb den Alten jedoch nur entsetzt an.
Der Müller spricht ihn darauf an und der Dieb konfrontiert ihn mit seinem Wissen und umschreibt die Hölle, von der der Müller seinem Erachten nach gekommen ist, so dass der Alte glaubt, er spreche von den Schmelz- und Kalköfen des Bischofs. Der Alte verneint seine Annahme und der Dieb erzählt ihm von der Sage.
Der alte Mann bestätigt, jener Müller zu sein, berichtet aber, dass er, als er sich vor zehn Jahren hat erhängen wollen, noch rechtzeitig von dem Vogt und den Knechten des bischöflichen Stiftsguts gefunden worden sei.
Man habe ihn vom Strick herunter geschnitten und er habe sich nach einem Aderlass durch einen Feldscher wieder ganz erholt. Nun hat er sich als Fuhrmann beim Bischof verdingt und bereist für diesen ganz Europa.
Der abergläubische Dieb hält seine Worte jedoch für eine Lüge und hört nie auf, zu glauben, dass es sich bei dem Fuhrmann des Bischofs nicht um einen Mann aus Fleisch und Blut, sondern den Geist des toten Müllers handelt.
Der Müller fragt den Dieb und Christian nach ihren Plänen.
Er verspottet Christian für seinen Wunsch, in die schwedische Armee zu gehen und kritisiert das Kriegsleben aufs Schärfste. Er hält es für sinnlos, im Krieg zu sterben:
„Du Narr! […] Du bist ein Kind des Todes, wenn man dir nicht hilft. Sechzehn Kugeln gehen auf ein Pfund Blei, und eine davon ist schon für dich gegossen. Jetzt wollen alle Narren zum schwedischen Heer, und wenn sie dort sind, so werden sie wehe über wehe schreien“.
Er sagt dem Dieb, dass er ihn zu den Schmelzöfen bringen wird, wenn die beiden ihm das Essen bezahlen, das sie verspeist haben.
Da die beiden nicht Mal einen Kreuzer besitzen, schickt Christian von Tornefeld den Dieb zu dem nahe gelegenen Gut seines Vetters und Taufpaten Christian Heinrich Erasmus von Krechwitz, um Geld zu holen, mit dem sie den Fuhrmann entschädigen können.
Christian will seiner Verwandtschaft einerseits in seiner schlechten körperlichen Verfassung nicht unter die Augen treten, anderseits traut er sich aber auch nicht alleine hinaus.
Der reiche Vetter soll dem Dieb, der sich nach einigem Zögern zu diesem Freundschaftsdienst bereit erklärt, zudem Kleider für Christian mitgeben, so dass dieser problemlos über die polnische Grenze und zur Armee des Schwedenkönigs gelangen kann.
Damit der Dieb beweisen kann, von Christian geschickt worden zu sein, gibt der Schwede ihm seinen silbernen Wappenring mit.
Als der Dieb auf das Gut von Christians Vetter gelangt, bemerkt er zu seinem Ärger, dass die Äcker und das Vieh auf Kleinroop in einem miserablen Zustand sind und wird zudem noch Zeuge der betrügerischen Machenschaften des dort angestellten Rentmeisters.
Seine Neugier ist erweckt und anstatt sich geradewegs bei den Gutsherren vorzustellen und sein Anliegen vorzubringen, versucht er heimlich nach Art der Diebe mehr über das Gut und seine Bewohner herauszufinden.
Er lauscht und erfährt so, dass die Herrschaft bereits Schmuck und anderer Wertgegenstände versetzt hat, um ihre Schulden zu begleichen. Als ein paar Dragoner, die sich zur Verwunderung des Diebes auf dem Gut Maria Agnetas befinden, auf ihn aufmerksam werden, versteckt er sich, aus Furcht als Gesetzloser erkannt zu werden, im Schlafzimmer des Herrenhauses.
Er glaubt sich allein und erschreckt sehr, als ihm klar wird, dass im Bett ein Paar liegt.
Der Dieb glaubt, dass es sich bei diesen um Christians Vetter und dessen Ehefrau handeln müsse.
Die beiden bemerken ihn nicht und der Dieb zögert, die beiden in ihrem Ehebett anzusprechen. Daher überlegt er verzweifelt hin und her, wie er den beiden das Anliegen des Schweden am besten vorbringen und dabei auch noch auf die Missstände auf seinem Gut aufmerksam machen soll, die ihm keine Ruhe lassen.
Dadurch wird er Zeuge des Gesprächs zwischen den „Eheleuten“.
Die Frau wirft dem Mann vor, dass seine Liebe zu ihr bereits stark abgekühlt ist und er sie nicht mehr wie früher mit Geschenken überhäuft. Dem Mann ist das relativ gleichgültig und die beiden necken einander. Der Dieb, der horcht, muss über eine Bemerkung der Frau kichern, was diese hört.
Er wird entdeckt und muss zu seinem Schrecken feststellen, dass es sich bei dem Mann nicht um den Herrn von Krechwitz handelt, sondern ausgerechnet um den Dragonerhauptmann Hans-Georg Lilgenau, der auf dem Gut logiert (die Herrschaft vermietet aufgrund ihrer Schulden Zimmer) handelt, der sich gerade zu einem Stelldichein mit Margret, der Magd der Gutsherrschaft, getroffen hat.
Dieser kleine und beharrte Mann ist weit und breit unter dem Spitznamen Malefizbaron bekannt, da „er es sich [mit Erlaubnis des Kaisers Leopold I.] zur Aufgabe gemacht hatte, die Räuberbanden, die Schlesien und Böhmen [in den politischen Wirren] brandschatzten, zu vernichten“.
Der Dieb erschreckt zu Tode, da er schon viel von der Grausamkeit und Gnadenlosigkeit des Malefizbarons gehört hat, der die von ihm Erfassten üblicherweise mit einem Brandzeichen, einem L für Lilgenau, versieht, so dass sie die Welt ein Leben lang als Verbrecher erkennt:
„Unaufhörlich durchstreifte er [der Malefizbaron] mit seinen Dragonern das Land, und alle, die von fremdem Gut lebten, die Landstreicher und die Spitzbuben, die Wegelagerer und die Marktdiebe, die großen und die kleinen Übeltäter – sie alle fürchteten ihn wie den Satan selbst. Den Henker, den er mit sich führte, hatte niemals Stricke genug und sein Erbarmen hieß: das Brandzeichen auf die Stirn, und hernach lebenslängliche Knechtschaft auf den Galeeren“.
Nun erfährt der Leser auch, dass sich der Dieb wegen des Malefizbarons und seinen Männern in die Arbeitshölle des Bischofs flüchten wollte.
Der Malefizbaron ruft seine Dragoner dabei. Der Dieb sagt, er wolle mit der Herrschaft des Guts sprechen. Da die Magd ihn jedoch nicht kennt, fragt der Malefizbaron einen seiner Dragoner namens Lienhard, der sich in den letzten Tagen der Räuberbande des schwarzen Ibitz angeschlossen hat, um diese auszuspionieren, ob der Dieb dieser Gruppierung angehört. Als der Dragoner verneint, gibt der Dieb sich endlich als Gesandter des Patenkindes der Gutsherrschaft zu erkennen, des Schwedens Christian von Tornefeld zu erkennen.
Daraufhin lacht der Malefizbaron ihn aus und lässt den Dieb festnehmen. Bevor er abgeführt wird, wird der Dieb noch vollends durch die Worte „…unsere Herrschaft hat nirgends in der Welt ein Patenkind…“ durch die Magd verwirrt.
Er stellt Überlegungen über den Menschen an, der nirgendwo auf der Welt ein Patenkind haben könnte und fragt sich, ob dieser vielleicht kein Christ, ein Türke oder ähnliches sein könnte.
Das Rätsel löst sich jedoch, als der Malefizbaron ihn zu der Herrschaft bringt: Bei dieser handelt es sich nämlich nicht um Christian von Tornefelds Vetter, da dieser bereits vor langer Zeit gestorben ist, sondern um dessen Tochter:
Die siebzehnjährige Maria Agneta, Christians schöne Cousine. Nun wird dem Dieb klar, warum auf dem Gut alles drunter und drüber geht. Seiner Ansicht nach, nutzen alle Maria Agneta aus, wie „ein kleines, armes Lämmchen, von dem […] jedermann gern Wolle [nimmt]“.
Maria Agneta befindet sich gerade mit ihrem Paten Freiherr von Saltza im Gespräch, als der Malefizbaron den Dieb hereinbringt. Der Dieb erfährt, dass Maria Agneta bei ihrem Paten verschuldet ist.
Dieser glaubt, sie aufgrund ihrer prekären Lage zur Heirat zwingen zu können.
Maria Agneta weist ihren Paten jedoch darauf hin, dass sie ihrem Cousin Christian von Tornefeld die Treue geschworen hat und daher keinen anderen heiraten wird als ihn.
Der Malefizbaron teilt Maria Agneta mit, dass er abreist, da er und seine Männer die Räuberbande des schwarzen Ibitz, die in Pommern und Polen viele Fuhrleute überfallen haben, inzwischen umzingelt hätten.
Als Maria Agneta noch einmal um ihr Pferd und ihren Windhund bittet, die der Pate ihr wegen der Schulden wegnimmt, ergreift auch der Malefizbaron Partei für die junge Frau, mit der er Mitleid hat.
Der Pate lässt sich jedoch nicht erweichen und weist das Mädchen noch einmal auf seine Bedingung für den Schulderlass hin.
Nachdem er gegangen ist, lässt der Malefizbaron seinem Ärger über ihn freien Lauf. Als die Sprache auf ihren Verlobten kommt und sie dem Dragonerhauptmann erzählt, es handle sich dabei um das Patenkind ihres Vaters, kommt ihm der Verdacht, dass der Dieb doch die Wahrheit gesprochen haben könnte und stellt diesen zur Rede.
Der Dieb beschließt, nicht noch einmal zu erklären, dass er vom Patenkind des Herrn von Krechwitz geschickt wurde, obwohl er durch die Offenbarung dieser Information sein Leben retten und das Missverständnis nun leicht aufklären könnte. Er will nun geheim halten, dass Christian sich unweit vom Gut in der Mühle befindet, da er glaubt, Maria Agneta würde dann alles, was ihr noch geblieben ist für den Schweden aufgeben.
Zudem ist der Dieb der Ansicht, dass sie Christian, der immer nur von der schwedischen Armee gesprochen hat, völlig gleichgültig ist, da er nicht einmal selbst zum Gut gehen wollte.
Ein weiterer, der wichtigste Grund für das Schweigen des Diebes ist der Umstand, dass er sich sofort in die schöne, junge Frau verliebt und sie deshalb auf keinen Fall dem feigen und wehleidigen Schweden überlassen möchte.
Weil Maria Agneta sich für das Leben des Diebes einsetzt (sie glaubt ja, er könne Informationen über Christian haben) und ihn für sein schlimmes Los bemitleidet, verzichtet der Malefizbaron darauf, den Dieb zu hängen. Dennoch lässt er ihn, in der Annahme er müsste doch einer von den Handlangern des schwarzen Ibitz sein, von seinen Handlangern verprügeln, ehe er fortgejagt wird.
Der Dieb macht sich auf den Weg zurück zur Mühle, mit dem brennenden Wunsch, eines Tages Maria Agneta und das Gut sein Eigen nennen zu können.
Dort angekommen berichtet er Christian von Tornefeld, dass sein Pate tot sei. Weiterhin behauptet er, Maria Agneta habe sich kaum an ihn erinnert und es abgelehnt, ihm zu helfen, denn sie sei verarmt und besitze selbst nichts.
Außerdem jagt er Christian Angst ein, indem er ihm sagt, die auf dem Gut einquartierten Dragoner seien ihm wegen seiner Desertion bereits auf den Fersen.
In seiner Verzweiflung übergibt Christian von Tornefeld dem Dieb sein Arcanum, damit der Dieb diese an seiner statt dem Schwedenkönig übergibt und für ihn in die schwedische Armee eintritt.
Dabei handelt es sich um eine von seinem Urgroßvater geerbte Bibel des Schwedenkönigs Gustav Adolf, die dieser bei der Schlacht von Lützen angeblich unter seiner Rüstung getragen hat.
Anschließend lässt der Schwede sich von dem Müller zu den Schmelzöfen des Bischofs bringen, die der Dieb ihm als Refugium empfohlen hat. Der Müller ahnt jedoch schon, dass er den Dieb wiedersehen wird:
„Der macht sich davon […] Hab‘ mein Leben lang solche Sprünge nicht gesehen. Ist er dir entlaufen? Der Müller schüttelte den Kopf. Der entläuft mir nicht, sagte er mit einem lautlosen Lachen. Den seh’ ich wieder. Er sagt, daß er wolle zum schwedischen Heer, aber er kommt nicht hin. Das Gold und die Liebe sitzen am Wegrand“.

### Zweiter Teil: Der Gottesräuber
Während Christian von Tornefeld für den Bischof schuftet, der dabei ist, sich in seiner fränkischen Residenz einen neuen Lustgarten anzulegen, macht der Dieb sich an eine Räuberbande heran, deren Hauptmann das Fleckenfieber hat und im Sterben liegt. Er warnt diese vor dem Hinterhalt der Dragoner und dem Malefizbaron.
Ein Feldscher drängt ihn zur Beichte und der Feuerbaum, ein weiterer Räuber der Bande, versucht, seinem Hauptmann im Fieberwahn das Versteck seines Goldes zu entlocken.
In seiner Todesangst (er hält den Dieb bei seinem Erscheinen für eine Ausgeburt der Hölle) verspricht der schwarze Ibitz ihm seine Räuber. So übernimmt der Dieb nach dessen Tod die Rolle des Hauptmanns der Räuberbande.
Kurz darauf schlägt er die Dragonereinheit des Malefizbarons in die Flucht, indem er sie mit einem Hornissennest bewirft. Allerdings wird er durch einen Schuss an der Schulter verletzt. Nachdem er sich davon erholt hat stellt er eine neue Bande zusammen. Zu den Räubern des schwarzen Ibitz zählten nach Informationen des Dragoners und des Räubers Wendehals:
Der Afrom, der schiefe Michel, das Eulenmännchen, der gehängte Adam, der Pfeiferbub, der Brabanter, der Zinnengießer-Hannes, der getaufte Jonas, der Klaproth, der Veiland, der Feuerbaum, der rote Konradsbub, tolle Matthes und die rote Lies, die Geliebte des verstorbenen Räuberhauptmanns. Der Dieb behält vier der Räuber:
Den Veiland mit dem scharfen Gehör als Aufpasser, den Feuerbaum, der ein entlaufener Pfaffe ist und jedes Schloss öffnen kann, den Brabanter, der sich sehr leicht als Edelmann verstellen und schauspielern kann und den Wendehals. Auch die rote Lies darf bleiben, weil der Dieb erfährt, dass sie den Segensspruch kennt, der seiner Ansicht nach heilende Wirkung hat.
Ein Jahr lang raubt er mit seiner Bande Kirchen in Pommern, Polen, Brandenburg, Schlesien, in der Neumark und in den Lausitzer Bergen aus.
Im Frühjahr 1702 hat er genügend Beute beisammen, um sich ohne Probleme als Edelmann ausgeben zu können:
Obwohl seine Männer murren, besteht er daher darauf, dass jeder seinen Anteil nimmt und seines Weges zieht.
Auch von der roten Lies, die inzwischen seine Geliebte geworden ist, trennt er sich. Auch ihr Flehen, sie mitzunehmen, kann ihn nicht erweichen.

### Dritter Teil: Der Schwedische Reiter
Als der Dieb in eine schwedische Offiziersuniform gekleidet nach Kleinroop kommt, sieht er sogleich, dass Maria Agneta noch unverheiratet ist, denn die Lage auf dem Gut hat sich nicht verbessert, im Gegenteil:
Inzwischen ist alles, was es noch gab, an den Freiherrn von Saltza verpfändet worden. Der Dieb zeigt Maria Agneta den Wappenring, gibt sich als Christian von Tornefeld zu erkennen und behauptet, geradewegs vom Heer des Schwedenkönigs zu kommen.
Der schwedische Reiter – wie man ihn von nun an wegen seiner Uniform nennt – begleicht ihre Schulden, entlässt den betrügerischen Rentmeister, heiratet Maria Agneta und sorgt dafür, dass das Gut floriert.
Nach sechs Jahren tauchen der Veiland und der Wendehals, zwei seiner ehemaligen Räuber, auf, die ihre Anteile an dem damals aus den Kirchen geraubten Reichtum längst durchgebracht haben und wieder als Vagabunden unterwegs sind. Sie wussten von dem Brabanter, der sich mit seinem Beuteteil als angesehener Kaufmann in Ratibor etabliert hat und sogar im Stadtrat sitzt, wo sie ihren alten Räuberhauptmann finden würden.
Um sein Geheimnis zu bewahren, beschließt der schwedische Reiter, die beiden umzubringen, doch als er beobachtet, wie sie mit seiner kleinen Tochter Maria Christine herumtollen, wird ihm klar, dass die beiden gute Kerle sind, die ihm nichts Böses wollen und nimmt sie als Knechte bei sich auf:
„Der schwedische Reiter sah es mit Staunen, daß zwischen seinem Kind und den beiden zerlumpten Gesellen so rasch eine Freundschaft und Vertraulichkeit entstanden war. Es wurde ihm Leicht ums Herz. “.
Ein Jahr später erscheint auch noch der Brabanter auf seinem Gut. Er hat all sein Hab und Gut zu Geld gemacht und ist auf dem Weg ins Ausland, denn der Malefizbaron sucht mit seinen Dragonern noch immer nach den Kirchenräubern, und einer seiner Korporale ist inzwischen mit der roten Lies verheiratet, deren Liebe für den schwedischen Reiter sich in Hass verkehrt hat, als dieser sie verließ.
Der Brabanter warnt den schwedischen Reiter und rät ihm, seinem Beispiel folgend, das Land zu verlassen.
Er ist sich sicher, dass die Rote Lies ihn andernfalls früher oder später an den Malefizbaron verraten wird, dass einer der Kirchenräuber sich nun als Edelmann in der Gegend aufhält, damit ihr Mann befördert wird.
Dann sei es nur noch eine Frage der Zeit, bis der Malefizbaron in Kleinroop auftauchen und ihn enttarnen würde.
Der schwedische Reiter bekommt Angst und sucht einen Weg, seine Familie vor der Entehrung und Enteignung, welche seine Verhaftung als Anführer der Kirchenräuber nach sich ziehen würde, zu schützen.
Daher erklärt er seiner Frau am nächsten Morgen er halte es für seine Pflicht, mit dem Schwedenkönig gegen die Moskowiter zu kämpfen. Vergeblich versucht Maria Agneta, ihn davon abzubringen: In der Begleitung von Veiland und Wendehals macht er sich auf den Weg.

### Vierter Teil: Der Namenlose
Als sie in einer polnischen Schänke übernachten, beschließt der schwedische Reiter, wieder umzukehren.
Er hofft, die Rote Lies davon überzeugen zu können, über sein Geheimnis Stillschweigen zu bewahren, indem er sie an ihre einstige Liebe für ihn erinnert: Wenn sie ihn nicht verrät, braucht er den Malefizbaron nicht zu fürchten und seine geliebte Familie nicht zu verlassen:
„Ich muß es versuchen, mir bleibt kein anderer Weg, sagte er zu sich selbst. Wenn es gelingt, dann kehre ich auf meinen Hof zurück und das Elend dieser Tage war ein wüster Traum. Mißrät’s, dann mag der Henker einen Namenlosen abtun.“.
Die Dragoner haben ihr Lager in Schweidnitz. Die Rote Lies und ihr Mann Jakob sind im Haus eines Schneiders einquartiert worden. Während der Korporal in der Wirtschaft ist, schleicht der schwedische Reiter sich in das Haus und überrascht die rote Lies. Er merkt, dass es keinen Sinn hat, an ihr Mitleid zu appellieren und beschließt, sie zu töten.
Die rote Lies ahnt, was er vorhat, tut so als ahne sie nichts davon und macht sich daran, das Essen für ihren Mann vorzubereiten. Dabei legt sie unbemerkt das Brenneisen des Malefizbarons mit dem großen L in die Ofenglut.
Als sie ihren Mann auf der Treppe zu hören glaubt, stößt sie mit dem Brandzeichen zu und trifft den schwedischen Reiter an der Stirn. Obwohl er große Schmerzen leidet, schafft er es seine Pistole auf die Rote Lies zu richten.
Diese ist nach ihrer Tat wie paralysiert. Sie schreit ihrem Mann noch zu, was passiert ist, bevor der schwedische Reiter sie erschießt:
„Die rote Lies hatte im Sinn gehabt, das Licht auszublasen, wenn die Tat geschehen war, und dann im Dunkeln die Türe zu gewinnen – doch jetzt stand sie wie gelähmt, so furchtbar war der Blick des schwedischen Reiters, sie konnte sich nicht von der Stelle rühren, sie konnte nur schreien. Sie hörte ihres Jakobs Schritte vor der Türe, sie musste ihn warnen. Nimm dich in acht! Der Gottesräuber!, kreischte sie, und in ihrer Stimme war Grauen und Triumph und Todesangst und wilde Freude. Komm nicht herein! Ich hab ihm den Galgen [das L sieht umgedreht wie ein Galgen ﬢ aus] in die Stirne gebrannt! Lauf, was du kannst, schrei Alarm! Ich hab’ ihm den Galgen in die Stirne … Der Schuss dröhnte durch den Raum. Die rote Lies verstummte und fiel vornüber“.
In der Mühle, in der er einst von Christian von Tornefeld Abschied genommen hat, sucht der schwedische Reiter Zuflucht – und trifft dort erneut auf Christian von Tornefeld, der auf seinen Auftrag hin vom „toten Müller“, dem Fuhrmann des Bischofs aus den Schmelzöfen dorthin gebracht worden ist.
Dort wurde Christian neun Jahre lang als Lasttier, Steinbrecher, Schürer, Brenner, Aufträger, Kohlenmesser, Schmelzer, Gießer, Ofenmeister ausgebeutet. Der schwedische Reiter überlässt Christian von Tornefeld sein Pferd, den Degen und die Pistolen, seinen Geldsack und die Knechte.
Als Namenloser begibt er sich an seiner Stelle in die Hölle des Bischofs, während Christian von Tornefeld in Begleitung des Veilands und des Wendehalses zum schwedischen König reitet. Nachts stiehlt der Namenlose sich fort, läuft nach Kleinroop und klopft bei seiner inzwischen sechs Jahre alten Tochter Maria Christine ans Fenster.
Er unterhält sich kurz mit ihr, dann muss er wieder gehen, um rechtzeitig vor dem Morgenappell wieder in der Hölle des Bischofs zu sein. Die harte Arbeit verrichtet er ohne Murren, aber nachts besucht er regelmäßig seine Tochter.
Inzwischen bringt Christian von Tornefeld es in der Armee des schwedischen Königs rasch zum Rittmeister und Kommandeur.
Eines Tages hält der Namenlose es nicht mehr aus, von seiner Familie getrennt zu sein. Er beschließt, Maria Agneta alles zu beichten und auf ihre Vergebung zu setzen. Doch auf dem Weg stürzt er in einen Abgrund. Ein Wächter findet ihn und will schnell den Feldscher holen.
Es ist der einzige, brennende Wunsch des Namenlosen, dass jemand seiner Tochter von seinem Tod berichtet, damit diese nicht denkt, er komme nicht mehr, weil er sie vergessen habe.
Plötzlich vernimmt der Namenlose jedoch eine ihm bekannte Stimme. Es ist der Feuerbaum, der sich wieder als Pfaffe, dieses Mal beim Bischof, verdingt hat. Genau wie den schwarzen Ibitz versucht der Feuerbaum nun auch ihn dazu zu bringen, ihm im Sterben zu verraten, wo der einstige Hauptmann sein Gold vergraben hat. Daher bleibt dem Namenlosen auch die letzte Beichte verwehrt.
Kurz vor seinem Tod erscheint ihm noch einmal ein Cherub mit Schwert, der ihn bereits vor vielen Jahren einmal besucht und ihm die Angst vor dem Sterben genommen hat und bittet ihn, seine Tochter von seinem Schicksal in Kenntnis zu setzen, so dass diese für seine Seele beten könne.
Am nächsten Tag überbringt ein schwedischer Offizier Maria Agneta von Tornefeld die Nachricht vom Tod „ihres Mannes“ in der Schlacht bei Poltawa, die sich drei Wochen zuvor ereignet hat.
Maria Christine mag es nicht glauben, war ihr Vater doch erst noch in der vorletzten Nacht noch an ihrem Fenster. Sie weigert sich daher, ein Vaterunser für ihn zu sprechen. Als sie jedoch auf der Straße einen Karren mit einem Sarg erblickt, der vom Stiftsgut des Bischofs her kommt, spricht sie ein Gebet für diesen Toten, ohne zu ahnen, dass es sich bei diesem um ihren Vater handelt:
„Langsam zog der Karren, der den Namenlosen zu Grabe führte, an den Fenstern des Hauses vorbei“.

## Ausgaben
- Erstausgabe: Zsolnay, Wien 1936. 273 S.
- Verlag Alemann, Buenos Aires 1945. 224 S.
- Zsolnay, Wien 1950. 2. deutsche Auflage
- Zsolnay, Wien, Hamburg 1980.
- Rowohlt Taschenbuch Verlag, Hamburg 1988.
- Zsolnay, Wien, Darmstadt 1990, hrsg. und mit einem Nachwort von Hans-Harald Müller.
- Droemersche Verlagsanstalt Th. Knaur Nachf., München 1993, hrsg. und mit einem Nachwort von Hans-Harald Müller.
- Zsolnay, Wien 2002. ISBN 3-552-05213-5
- Taschenbuch: dtv, München 2004. ISBN 3-423-13160-8. Mit einem Nachwort hrsg. von Hans-Harald Müller.

## Sekundärliteratur
- Yvonne Hütter: Die Verquickung von Handlungsmacht, Determinismus und Freiheit in Leo Perutz’ „Der schwedische Reiter“. In: Journal of Austrian Studies 47, Nr. 1, 2014, S. 79–101, doi:10.1353/oas.2014.0018.
- Peter Lauener: Die Krise des Helden. Die Ich-Störung im Erzählwerk von Leo Perutz. Lang, Frankfurt/Main 2004 (vor allem S. 36–52).
- Dietrich Neuhaus: Erinnerung und Schrecken: die Einheit von Geschichte, Phantastik und Mathematik im Werk Leo Perutz’. Lang, Frankfurt/Main 1984 (vor allem S. 21–92).
- Marina Rauchenbacher: Wege der Narration. Subjekt und Welt in Texten von Leo Perutz und Alexander Lernet-Holenia. Praesens-Verlag, Wien 2006 (vor allem S. 34–64).
- Simone Winko: Emotionsvermittlung in Leo Perutz‘ Schwedischem Reiter. In: Tom Kindt, Jan Christoph Meister (Hrsg.): Leo Perutz’ Romane: von der Struktur zur Bedeutung. Niemeyer, Tübingen 2007, S. 107–121.